# Resolució 652 del Consell de Seguretat de les Nacions Unides
La Resolució 652 del Consell de Seguretat de les Nacions Unides, adoptada per unanimitat el 17 d'abril de 1990 després d'examinar la sol·licitud de Namíbia per la membre de les Nacions Unides, el Consell va recomanar a l'Assemblea General que Namíbia fos admesa.
Namíbia es va convertir en el 160è membre de les Nacions Unides el 23 d'abril de 1990, després d'haver estat una colònia alemanya i governada per Sud-àfrica sota el seu mandat com a Àfrica del Sud-oest durant 75 anys. L'ambaixador dels Estats Units Thomas R. Pickering a dir en aprovar-se la resolució que, "El naixement de Namíbia ha estat prolongat i difícil, però ara sembla que l'estrella sota la qual entra al món brilla intensament."